# 시가현 제1구
시가현 제1구(滋賀県 第1区)는 일본의 중의원 선거구이다. 1994년 공직선거법으로 신설되었다.
시가 현청과 오쓰 시청이 밀집되어 있어서 시가현의 중심지이기도 하다.

## 지역
- 오쓰시
- 다카시마시